# ティトゥス・ディディウス
ティトゥス・ディディウス（Titus Didius、- 紀元前89年）は共和政ローマのノウス・ホモの政治家・軍人。紀元前98年に執政官（コンスル）を務めた。ウィラ・プブリカ（en:Villa Publica、ケンソル執務役所）の修復や、ヒスパニア・キテリオル属州総督としての悪名で知られている。

## 経歴

### クルスス・ホノルム
ディディウスの最初の公職は、紀元前103年の護民官に始まる。2年前のアラウシオの戦いでのクィントゥス・セルウィリウス・カエピオの壊滅的敗北に対して、同僚護民官のガイウス・ノルバヌスはカエピオの責任を問うべく告訴していたが、ディディウスはこれに拒否権を行使しようとしたことが注目される（カエピオは結局ローマから亡命している）。
2年後の紀元前101年、ウィッリウス法から逆算してディディウスはこの年に法務官（プラエトル）に就任したと考えられ、この年から翌年にかけてマケドニア属州に派遣されてスコルディスキに勝利し、ローマに戻った紀元前99年までには凱旋式を実施した。
紀元前98年には執政官に就任。同僚執政官はクィントゥス・カエキリウス・メテッルス・ネポスであった。執政官としてウィラ・プブリカを修復するとともに、二つの無関係な提案を一つの法律として提出することを禁止する法案（Lex Caecilia Didia de modo legum promulgandarum）を制定している。

カエキリウス・ディディウス法には、どのような効果があっただろうか。

それは、一つの法案に様々な内容の効力が複雑にまとめられたせいで、

人々が否決したい部分まで可決したり、

可決したい部分まで否決したりしなくて済むということではないだろうか。
キケロ『彼の家について』53

### プロコンスル
執政官としての任期を終えた後の紀元前97年から紀元前93年まで、ディディウスは前執政官（プロコンスル）としてヒスパニア・キテリオル（近ヒスパニア）属州の総督を務めた。この4年間、ほとんどがケルティベリア人との戦いにあけくれた。ディディウスは何度も勝利を収め、アレウァキ族（en）20,000を殺し、テルマンティア（現在のソリア県ティエルメス）の反乱を鎮圧し、コレンダを9ヶ月間包囲して降伏させ、女子供を奴隷として売り払った。ディディウスは「略奪者」の街を壊滅させたとして二度目の凱旋式を実施している。しかし、実際には財産を失った貧しい人々が集団で暮らしていただけであった。ディディウスはこれらの人々に土地を提供すると誘い、家族と共にローマのカストラ（砦）に悪意無く集まってきたところを、全員殺害した。歴史家アッピアノスは、ディディウスの異常な残虐さと裏切り行為のため、ヒスパニアの反乱はさらに激しくなり、後任者であるガイウス・ウァレリウス・フラックスはその鎮圧に多大な労力を要することになったと述べている。

### 戦死
ヒスパニアでの任務を終えた後には同盟市戦争が始まり、ディディウスは紀元前90年には執政官ルキウス・ユリウス・カエサルの、紀元前89年には執政官ルキウス・ポルキウス・カトとルキウス・コルネリウス・スッラのレガトゥス（副官）として戦っている。ヘルクラネウム占領の直後、紀元前89年6月11日にディディウスは戦死した。

他にも、ガイウス・マリウス、プブリウス・ディディウス、

クィントゥス・カトゥルス、プブリウス・クラッススなど、

書物によって戦理を極めたわけでなく、

ただその功績によって名を揚げた人々がいた。
キケロ『フォンテイウス弁護』43